# Pedicularis pseudoingens
Pedicularis pseudoingens är en snyltrotsväxtart som beskrevs av Bonati. Pedicularis pseudoingens ingår i släktet spiror, och familjen snyltrotsväxter. Inga underarter finns listade i Catalogue of Life.